# Fokker Eindecker

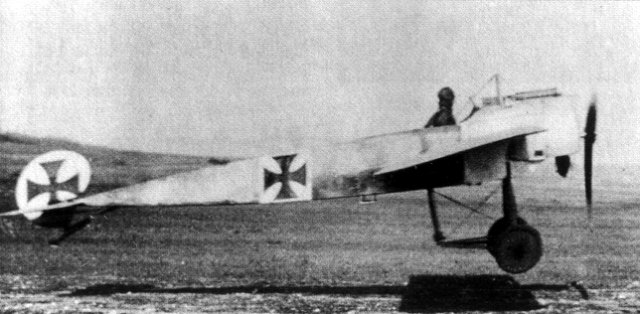
Il Fokker E.III, l'aereo della serie Eindecker di maggior produzione

Per Fokker Eindecker, o anche serie Eindecker, si intende una famiglia di aerei da caccia monoplani (Eindecker significa appunto "monoplano" in tedesco) che nacquero per mano del progettista olandese Anthony Fokker grazie alla cattura del famoso pilota di caccia Roland Garros.
Ciò che li rese famosi fu il primo dispositivo di sincronizzazione delle mitragliatrici: permetteva al pilota di sparare attraverso le pale dell'elica senza danneggiarla. Grazie a questa capacità, gli aerei di questa serie possono essere definiti come i primi caccia della storia: inizialmente furono progettati come ricognitori (Fokker M.5), ma dotarli di questa nuova invenzione li rese delle macchine micidiali. L'innovazione inoltre fu introdotta quando gli aerei inglesi e francesi avevano ancora pochissime capacità di difesa, rendendoli quindi dei facili bersagli; l'elevato numero di perdite gettò nel panico i comandi alleati e fece guadagnare ai Fokker il soprannome Scourge, "flagello". Molti degli Assi tedeschi conquistarono la loro fama a bordo di questi aerei, come ad esempio Max Immelmann. La supremazia ebbe termine nei primi mesi del 1916, con l'entrata in servizio dei nuovi Nieuport francesi, degli Airco DH.2 e Royal Aircraft Factory F.E.2 britannici, che ristabilirono l'equilibrio delle forze in campo.

## Serie Eindecker
- Fokker M.5K/MG (A.III)

prodotto in 5 esemplari.
- Fokker E.I

prodotto in 68 esemplari.
- Fokker E.II

prodotto in 49 esemplari.
- Fokker E.III

prodotto in 249 esemplari.
- Fokker E.IV

prodotto in 49 esemplari.